# Miklós Ybl

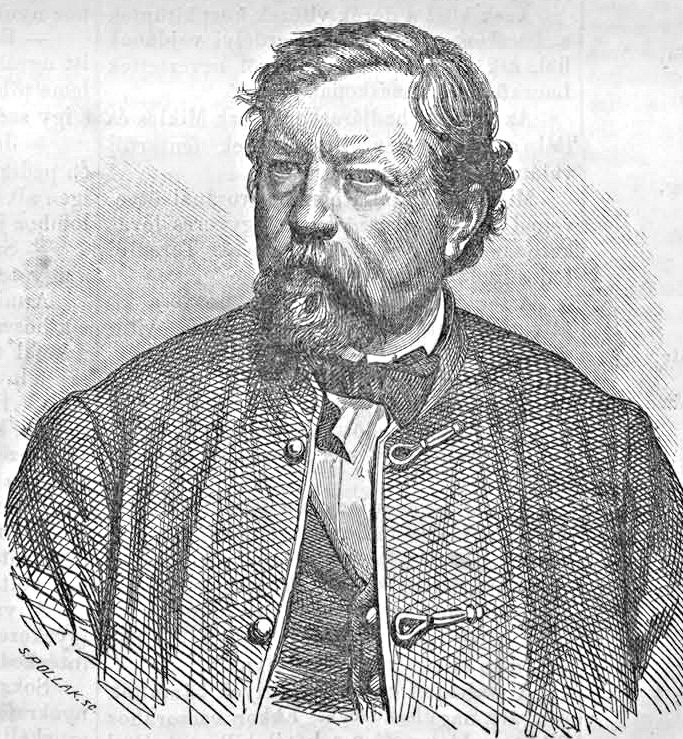
Miklós Ybl

Miklós Ybl, född 6 april 1814 i Székesfehérvár, död 22 februari 1891 i Budapest, var en ungersk arkitekt.
Ybl var under ett halvsekel verksam i Budapest och skapade där en mängd framstående monumentala byggnadsverk, såsom Franzstädterkyrkan (gotik), Leopoldstädterbasilikan, Tullhuset, Ungerska statsoperan (högrenässans), Burgbasaren samt privatpalats.